# Alonso Arreola
Alonso Arreola (Ciudad de México, 1974) es un músico, compositor, periodista y profesor mexicano. Su instrumento principal es el bajo eléctrico. Ha integrado grupos como 3below, La Barranca, Luz de Riada, Monocordio, LabA, Arreola + Carballo y ha colaborado de distintas formas para Michel Houellebecq, Alejandro Sanz, Mike Garson, Pat Mastelotto, David Fiuczynski, Jaime López y Denise Gutiérrez, entre otros. 
El crítico musical J.D. Consdine calificó en la revista especializada Bass Guitar Magazine a Arreola como uno de sus favoritos y como "un virtuoso",

## Biografía
Creció en un ambiente artístico debido a su abuelo, Juan José Arreola, y su padre, dueño de una librería. Decidió ser músico después de ver a su hermano Chema Arreola tomar clases de batería. Además de estudiar literatura, se formó en el bajo de manera autodidacta y tomando clases particulares. Entre sus influencias ha mencionado a King Crimson, Rush, Jordi Savall, Miles Davis y Michael Manring.
Luego de un cambio de alineación en La Barranca tras el disco Rueda de los tiempos, en 2003, y de la colaboración con José Manuel Aguilera en Yendo al cine solo, integró el grupo junto a su hermano Chema. En dicha agrupación publicó tres álbumes.  
En 2007 editó Música horizontal, un disco coproducido con Gerardo Rosado para Discos Intolerancia y su propio sello discográfico LabA, el cual planteó también un esquema de distribución independiente y gratuito. Formó junto a los músicos bajistas Trey Gunn (exmúsico de King Crimson) y Michael Manring el trío 3below, el cual tiene como idea basar su música en el bajo. 
En 2009 Arreola comenzó a conversar con el escritor francés Michel Houellebecq, lo que derivó en el montaje de música y poesía Partículas elementales, presentado en dos ocasiones en México.
Como arreglista e intérprete ha colaborado con músicos y agrupaciones de distintos géneros como Alejandro Sanz, Paty Cantú, Jaime López, Carla Morrison, Enjambre, San Pascualito Rey, Tania Libertad y Hello Seahorse!, entre otros.
Como periodista, fue editor de la revista Latin Pulse! de la extinta cadena de discos Tower Records. Desde 2003 escribe la columna Bemol sostenido en el periódico La Jornada. Como profesor, en 2008 fundó el Laboratorio de bajistas Laba, en donde imparte clases a músicos de ese instrumento.
Como productor del disco/libro Humano, demasiado humano (2013), hecho en colaboración con la casa hogar Ser Humano AC, Alonso conmemoró 30 años del primer caso de sida en México incluyendo trabajos de músicos y agrupaciones de distintos géneros como Alejandro Sanz, Paty Cantú, Jaime López, Carla Morrison, Enjambre, San Pascualito Rey, Tania Libertad y Hello Seahorse!, entre otros. También en 2013 musicalizó el cortometraje “Monstruo”, del director Luis Mariano García.
Su obra se ha relacionado en algunas ocasiones con Juan José Arreola, su abuelo, como en la canción “Kalenda maya”, de La Barranca; en “Balada”, de su disco Música horizontal, y en el montaje escénico Arreola por Arreola, Bestias y prodigios, en colaboración con Chema Arreola, Iraida Noriega, Fernando Rivera Calderón y Arturo López "Pío". En 2011 publicó junto a su hermano el libro Sara más amarás con las cartas de Juan José Arreola a Sara Sánchez.[cita requerida]
En 2018 Alonso produjo el nuevo disco de la banda tapatía Troker (Imperfecto) y el tema "Hombro con hombro" del cantautor Jaime López, para beneficio de los afectados por el terremoto de septiembre de 2019.

## Discografía

### En solitario
- Música horizontal (2007)
- Música para ser niño (2009)
- Suspendido (2010)
- Las transfusiones de Cruento (2011)
- Los contagios de Cruento (2011)
- Los restos de Cruento (2012)
- Cruento en vivo… (2017)

### En colaboración
- Las partículas horizontales (con Michel Houellebecq, 2009)
- Humano, demasiado humano (2013)

#### Con La Barranca
- Denzura (2003
- Cielo protector (2004)
- El fluir (2005)

#### Con Arreola + Carballo
- Las horas perdidas (2015)

#### Con Monocordio
- Pájaros y cuchillos (2016)